# Torre dels Moros (Palafrugell)
La Torre dels Moros és una obra de Palafrugell (Baix Empordà) declarada Bé Cultural d'Interès Nacional.

## Descripció
Conjunt format per una torre de defensa de planta circular i una casa de planta rectangular que es conserva en un estat ruïnós i que presenta grans esquerdes. La torre té una porta d'arc de mig punt i a l'interior es conserva una volta semiesfèrica de pedra. La casa és de planta baixa i un pis amb totes les obertures de forma rectangular. El parament és de pedres sense treballar lligades amb morter.

## Història
Per la seva situació, aquesta torre devia rebre les senyals emeses per les torres de Sant Sebastià de La Guarda i de Calella.